# Liliana Essi
Liliana Essi (1979) es una bióloga, taxónoma, botánica, agrostóloga, curadora, y profesora brasileña.

## Biografía
En 2003 obtuvo la licenciatura en ciencias biológicas por la Universidad Federal de Santa María; un máster en botánica supervisada por la Dra. Tatiana Teixeira de Souza Chies, defendiendo la tesis "Análise filogenética dos grupos Linearia e Notata de Paspalum L. (Poaceae, Panicoideae, Paniceae)", por la Universidad Federal de Río Grande del Sur (2003) y el doctorado en biología vegetal, por la misma casa de altos estudios (2007). Toda su formación la obtuvo bajo una beca del Consejo Nacional de Desarrollo Científico y Tecnológico.
Fue galardonada con una beca de la Fundación Botánica Margaret Mee / Royal Botanic Gardens de revisión internacional de herbarios, de tres meses en 2005. Se visitaron herbarios en las ciudades europeas, como: Museo de Historia Natural, Herbario BM (Londres, Inglaterra), Museo de Historia Natural de Viena, Herbario V (Austria), Colección Botánica de la ciudad de Múnich, Herbario M (Múnich, Alemania) y Museo Nacional de Historia Natural de París, Herbario P (París, Francia). Además de los herbarios visitados en esas ciudades fueron estudiados materiales de muchos herbarios internacionales que otorgan préstamos para el análisis en el herbario del Real Jardín Botánico de Kew (K).
Posee formación posdoctoral de tres meses en Francia, en la Universidad de París XI (2008). Tiene experiencia en botánica, con énfasis en sistemática filogenética, trabajando principalmente en los estudios taxonómicos, sistemáticos y evolutivos. Tiene un especial interés en la investigación que involucran taxones en peligro de extinción (varias familias) y taxones de Poaceae. En la actualidad, y desde 2009, es profesora asociada en el Departamento de Biología de la Universidad Federal de Santa María, editora de la sección del periódico Ciencia y Natura, vice conservadora del herbario SMDB y colaboradora del Jardín Botánico de UFSM. Ha participado en maestrandos de orientación y estudiantes de doctorado, como co-asesora.
Es autora en la identificación y nombramiento de nuevas especies para la ciencia, a abril de 2015, posee 18 nuevos registros de especies, especialmente de la familia Poaceae, y en especial del género   Chascolytrum (véase más abajo el vínculo a IPNI).

## Algunas publicaciones
- ESSI, Liliana; WAGNER, Hilda Maria Longhi; DE SOUZA CHIES, TEIXEIRA, Tatiana. 2014. ISSR as a tool to support taxonomic decisions: a first approach for Chascolytrum species complexes ﴾Poaceae﴿ Archivado el 4 de marzo de 2016 en Wayback Machine.. Journal of Biotechnology and Biodiversity 5 (2)

- SOUZA-CHIES, Tatiana Teixeira de; BURCHARDT, P.; ALVES, E. M. S.; ESSI, L.; SANTOS, E. K. 2014. O ESTUDO DA BIODIVERSIDADE E EVOLUÇÃO VEGETAL ATRAVÉS DE MARCADORES DE DNA E CITOGENÉTICA: EXEMPLOS EM IRIDACEAE E POACEAE. Ciência e Natura 36: 279-293

- MARCHIORI, J. N. C.; CANTO-DOROW, T. S.; BUNEKER, H. M.; ESSI, Liliana; BREIER, T. B.; PONTES, R. C. 2014. Campos e florestas no curso médio do rio Toropi, Rio Grande do Sul (Brasil): Retrato de um admirável patrimônio ameaçado. Balduinia (UFSM) v. junio: 1-16

- ALVES, M. E. O.; BRUN, C.; FORNO, R. S. D.; ESSI, Liliana. 2014. LEVANTAMENTO DE ESPÉCIES EPÍFITAS VASCULARES DA ZONA URBANA DO MUNICÍPIO DE PALMEIRA DAS MISSÕES, RS, BRASIL. Ciência e Natura 36: 268-276

- FARIAS, A. P.; KLEIN, C. L.; GARLET, T. M. B.; ESSI, L. 2014. Pteridoflora da Universidade Federal de Santa Maria (UFSM), campus Palmeira das Missões, RS, Brasil. Acta Biologica Catarinense 1: 15-21

- SILVA, L. N.; FARIAS, A. P.; ESSI, L. 2013. Poaceae no Centro de Educação Superior Norte do Rio Grande do Sul (CESNORS), campus de Palmeira das Missões, RS, Brasil. Revista Brasileira de Biociências (en línea) 11: 318-337

- SILVA, L. N.; LOCATELLI, A. P. C.; ESSI, L. 2013. Leguminosas campestres da Universidade Federal de Santa Maria, campus Palmeira das Missões, RS, Brasil. Revista Brasileira de Biociências (en línea) 11: 256-262

- ALVES, M. E. O.; ESSI, Liliana. 2013. Educação ambiental: recuperação e conservação de Áreas de Preservação Permanente de Palmeira das Missões e região. Educação Ambiental em Ação v. set, (45) año XII

- BATTISTI, C.; GARLET, T. M. B.; ESSI, Liliana; HORBACH, R. K.; ANDRADE, A.; BADKE, M. R. 2013. Plantas medicinais utilizadas no município de Palmeira das Missões, RS, Brasil. Revista Brasileira de Biociências (en línea) 11: 338-348

- STRECK, M. T.; ESSI, Liliana. 2013. ÁREAS DE PRESERVAÇÃO PERMANENTE E RESERVA LEGAL: EXPERIÊNCIA EM EDUCAÇÃO AMBIENTAL ENVOLVENDO FAMÍLIAS DE PRODUTORES RURAIS. Revista Eletrônica em Gestão, Educação e Tecnología Ambiental 14: 2832-2838

- KIRCHNER, R. M.; SILINSKE, J.; BENETTI, J. K.; CHAVES, M. A.; SCHERER, M. E.; SAIDELLES, A. P. F.; ESSI, Liliana. 2013. MANEJO DE RESÍDUOS SÓLIDOS NA REGIÃO SUL DO BRASIL. Revista Eletrônica em Gestão, Educação e Tecnologia Ambiental 14: 2846-2854

- ESSI, Liliana; WAGNER, Hilda Maria Longhi; DE SOUZA Chies, TEIXEIRA, Tatiana. 2011. New Combinations Within the Briza Complex (Poaceae, Pooideae, Poeae). Novon (Saint Louis, Mo.) 21: 326-330

- ESSI, Liliana; CHIES, Tatiana Teixeirade Souza; WAGNER, Hilda Maria Longhi. 2010. Three New Taxa of Chascolytrum (Poaceae, Pooideae, Poeae) from South America. Novon (Saint Louis) 20: 149-156

### Capítulos de libros
- ESSI, L.; SIQUEIRA, A. B. 2014. Educação Ambiental nas Escolas Brasileiras: Tendências e Desafios. In: Andréa Cristina Dörr, Marivane Vestena Rossato, Ana Paula Moreira Rovedder e Bruna Balestrin Piaia (orgs.) Práticas e Saberes em Meio Ambiente. 1.ª ed. Curitiba: Apris, 1: 205-218

- ESSI, L. 2006. Análise filogenética do Complexo Briza (Poaceae). In: Jorge Ernesto de Araujo Mariath; Rinaldo Pires dos Santos (orgs.) Os Avanços da Botânica no Início do Século XXI: morfologia, fisiologia, taxonomia, ecologia e genética. 1.ª ed. Porto Alegre: Sociedade Botânica do Brasil, 1: 179-180

### Resúmenes publicados en Anales de congresos
- ESSI, L.; SOARES, M.; ROSA, M. B. 2014. Ciência e Natura: uma opção de periódico para publicação de estudos em Botânica. In: XV Encontro de Botânicos do RS e VII Encontro Estadual de Herbários, Rio Grande, RS

- BATTISTI, C.; GARLET, T. M. B.; ESSI, Liliana. 2012. Levantamento Etnobotânico de Plantas Medicinais utilizadas no município de Palmeira das Missões, RS, Brasil. In: III Congresso Iberoamericano de Fitoterapia, Foz do Iguaçu, tradição, ciência e cooperação. Revista Brasileira de Fitoterapia, 12: 234-234

En Anais 63.º Congresso Nacional de Botânica, Joinville, SC, 2012.
- ESSI, Liliana; SILVA, L. N.; HORBACH, R. K. Cyperaceae na UFSM, campus de Palmeira das Missões, RS
- ESSI, Liliana; BATISTTI, C.; FERRARI, M. G.; HORBACH, R. K.; GARLET, T. M. B. Plantas medicinais e sua inserção no ambiente escolar - Palmeira das Missões - RS

En Anais III Semana Acadêmica da Biologia e I Mostra Interna da Biologia, Palmeira das Missões, 2012
- BATISTTI, C.; HORBACH, R. K.; GARLET, T. M. B.; ESSI, Liliana. Implementação de hortas medicinais em escolas da rede pública de Palmeira das Missões
- FAGUNDES, J.F.; SILVA, L. N.; HORBACH, R. K.; ESSI, Liliana; GARLET, T. M. B. Flora campestre do Centro de Educação Superior Norte do Rio Grande do Sul em Palmeira das Missões
- ALVES, M. E. O.; ESSI, Liliana. Horto Florestal: Educação Ambiental com foco na importância das Áreas de Preservação Permanente de Palmeira das Missões e região
- GARCIA, V. O.; TEIXEIRA, M. D.; ESSI, Liliana. Relato de espécies de macromicetos na UFSM - campus Palmeira das Missões

En I Simpósio de Ciências Biológicas e sua Multidisciplinaridade, Frederico Westphalen. I Simpósio de Ciências Biológicas e a sua Multidisciplinaridade, 2011
- ESSI, L.; JOHAN, C.; ZANOVELLO, R.; MATTANA, S. D. Diagnóstico Ambiental de Nascentes e Banhados no Campus da UFSM de Palmeira das Missões - Resultados Preliminares
- SILVA, L. N.; FARIAS, A. P.; ESSI, L. Diversidade de Andropogoneae (Poaceae) na Universidade Federal de Santa Maria, campus de Palmeira das Missões, Rio Grande do Sul, Brasil
- FARIAS, A. P.; KLEIN, C. L.; ESSI, L.; GARLET, T. M. B. Plantas Vasculares sem Sementes do Campus da UFSM em Palmeira das Missões, RS - Resultados Preliminares

- SILVA, L. N.; FARIAS, A. P.; ESSI, L. 2011. Panicoideae (Poaceae) na Universidade Federal de Santa Maria, campus de Palmeira das Missões, Rio Grande do Sul. In: XIV Encontro de Botânicos do Rio Grande do Sul e VI Encontro Estadual de Herbários, Novo Hamburgo. Integrando e Difundindo o Conhecimento/Encontro de Botânicos do Rio Grande do Sul e Econtro Estadual de Herbários. São Leopoldo: Casa Leiria, p. 248-249

En 62.º Congresso Nacional de Botânica, Fortaleza, Ceará - Botânica e Desenvolvimento Sustentável, UECE, 2011
- ESSI, L.; FAGUNDES, J.F.; HORBACH, R. K.; SILVA, B. O.; GARLET, T. M. B. Asteraceae do campus da UFSM em Palmeira das Missões, RS - Resultados Preliminares
- ESSI, L.; SILVA, L. N.; FARIAS, A. P. Poaceae na Universidade Federal de Santa Maria, campus de Palmeira das Missões, Rio Grande do Sul, Brasil - Resultados preliminares

En Anais III Simpósio de Biodiversidadefilosofia da ciência e prática científica, Santa Maria. Anais do III Simpósio de Biodiversidade, 2011
- FARIAS, A. P.; KLEIN, C. L.; ESSI, L.; GARLET, T. M. B. Pteridófitas do campus da UFSM em Palmeira das Missões, RS
- BATISTTI, C.; FERRARI, M. G.; ZANOVELLO, R.; ESSI, L.; GARLET, T. M. B. Levantamento etnobotânico de plantas medicinais utilizadas no bairro Vista Alegre, Palmeira das Missões, RS
- BATISTTI, C.; ZANOVELLO, R.; HORBACH, R. K.; ESSI, L.; GARLET, T. M. B. Plantas medicinais utilizadas de modo combinado por moradores do município de Palmeira das Missões, RS

## Honores[3]

### Membresías
- Sociedad Botánica de Brasil[5]

#### De Cuerpo editorial
- 2013 - 2014. Periódico: Journal of Biotechnology and Biodiversity
- 2013 - actual. Periódico: Ciência e Natura

### Revisora de periódicos
- 2008. Periódico: Acta Ambiental Catarinense
- 2010. Periódico: Plant Systematics and Evolution
- 2010. Periódico: Biochemical Systematics and Ecology
- 2010 - actual. Periódico: Revista Brasileira de Biociências (en línea)
- 2012 - actual. Periódico: African Journal of Biotechnology
- 2013 - actual. Periódico: Ciência e Natura
- 2013 - actual. Periódico: Phytotaxa: a rapid international journal for accelerating the publication
- 2013 - actual. Periódico: Journal of Biotechnology and Biodiversity
- 2014 - actual. Periódico: Magistra
- 2014 - actual. Periódico: Biochemical Systematics and Ecology

### Premios
- 2014: profesora homenajeada del 2.º Turno de Formandos en Ciencias Biológicas - UFSM/CESNORS - Palmeira das Missões, formandos del 2.º Turno de Ciencias Biológicas - UFSM/CESNORS - PM
- 2013: patrona del 1.er Turno de Formandos del Curso de Ciencias Biológicas da UFSM, campus Palmeira das Missões, Formandos del 1.er Turno de Ciencias Biológicas - UFSM/CESNORS-PM

- Portal:Biografías. Contenido relacionado con Botánica.
- Portal:Biología. Contenido relacionado con Taxonomía.